# شينغ شين تشيرن
شينغ شين تشيرن (26 أكتوبر 1911 - 3 ديسمبر 2004) عالم رياضيات صيني أمريكي قدم مساهمات جوهرية في الهندسة التفاضلية والطبولوجيا. كان يُنظر إليه على نطاق واسع كقائد في الهندسة وأحد أعظم علماء الرياضيات في القرن العشرين، حيث فاز بالعديد من الجوائز والتقدير بما في ذلك جائزة وولف وجائزة شو الافتتاحية.